# Središnjica za izučavanje NLO-a
Središnjica za izučavanje NLO-a (eng. Center for UFO studies, CUFOS), međunarodna neprofitna organizacija za istraživanje i analizu fenomena NLO-a, sa sjedištem u Chicagu, Illinois. Organizaciju je osnovao dr. J. Allen Hynek, koji je bio astronom na državnom svučilištu u Ohiju i koji je preko sudjelovanja u projektima Američkog ratnog zrakoplovstva, poput Projekta Plava knjiga, postao upoznat s dokumentacijom vezanom uz fenomen NLO-a te je nakon službenog zatvaranja projekata vlade SAD-a koji su se bavili NLO-om, osnovao 1973. godine vlastitu organizaciju koja se nastavila baviti istraživanjem rečenog fenomena.
Dr. Hynek je bio na dužnosti direktora CUFOS-a od osnutka organizacije 1973. pa do svoje smrti 1986. godine. Prije smrti, imenovao je suradnika dr. Marka Rodeghiea za novog direktora organizacije.